# 大本德 (加利福尼亞州)
大本德（英語：Big Bend）是位於美國加利福尼亞州沙斯塔縣的一個人口普查指定地區。

## 地理
大本德的座標為41°01′11″N 121°54′28″W / 41.01972°N 121.90778°W，而該地最高點為海拔高度514米（即1701英尺）。

## 人口
根據2010年美國人口普查的數據，大本德的面積為15.08平方千米，當中陸地面積為14.85平方千米，而水域面積為0.23平方千米。當地共有人口102人，而人口密度為每平方千米6人。